# Templeuve-en-Pévèle
Templeuve-en-Pévèle là một xã của tỉnh Nord, thuộc vùng Hauts-de-France, miền bắc nước Pháp.